# Chromadorina erythrophthalma
Chromadorina erythrophthalma är en rundmaskart som först beskrevs av G. Schneider 1906.  Chromadorina erythrophthalma ingår i släktet Chromadorina och familjen Chromadoridae. Inga underarter finns listade i Catalogue of Life.